# Der Pferdejunge
In dem Buch Der Pferdejunge: Die Heilung meines Sohns und dem Dokumentarfilm The Horse Boy (2009) beschreibt der US-amerikanische Autor Rupert Isaacson, wie sein an einer Autismusform (Pervasive Development Disorder – Not Otherwise Specified – PDD [NOS]) leidender Sohn Rowan während eines Aufenthaltes in der Mongolei seiner Meinung nach geheilt oder seine Erkrankung zumindest wesentlich gelindert wurde.

## Vorgeschichte
Rupert Isaacson setzt sich beruflich für bedrohte Völker ein, bei denen noch heute der Schamanismus üblich ist. Diese Tatsache motivierte den Autor, seinen erkrankten Sohn auf eine Begegnung mit Schamanen der San mitzunehmen, von der er sich eine positive Auswirkung auf seinen Sohn erhoffte. Auch hatte Isaacson schon an seinem Wohnort in Texas die Beobachtung gemacht, dass sein Sohn immer dann ein natürlicheres Verhalten zeigte, nachdem er die Gelegenheit bekam, auf dem Nachbarspferd Betsy zu reiten. Auf Grund dieser beiden Gesichtspunkte beschloss Isaacson mit seiner Frau und seinem Sohn an einen Ort zu reisen, an dem sowohl viele Pferde wie auch Schamanen gleichzeitig anzutreffen sind und sie entschieden sich deshalb für die Mongolei.

## Die Reise
In der Mongolei angekommen, begaben sich die Isaacsons in die nördlich von Mörön gelegenen Wälder zu den dort lebenden und Rentiere züchtenden Nomaden. Den Großteil dieser Reisestrecke legten sie reitend zurück und wurden dabei von einem mongolischen Reiseunternehmer und dessen Sohn begleitet. Dieser Junge hatte ungefähr das Alter von Rowan, der zum Erstaunen seines Vaters nun erstmals mit diesem mongolischen Jungen Freundschaft schloss und mit ihm wie ein normales Kind zu spielen begann.
Die naturnahe Umgebung, sowie auch ein Ritual, welches an einem Berg in der Nähe der Hauptstadt Ulan Bator mit neun Schamanen stattgefunden hatte, brachte nach Angaben von Rupert Isaacson für seinen kranken Sohn eine erste Besserung.
Ghoste, ein Schamane bei den Rentierzüchtern, unternahm dann nach einer ersten Zeremonie eine sogenannte „Schamanische Reise“ in Abwesenheit der Familie Isaacson und vollzog am darauffolgenden Abend zusammen mit der Familie ein Heilritual. Am nächsten Morgen reisten die Isaacsons wieder ab. Innerhalb der nächsten 24 Stunden war Rowan plötzlich erstmals in der Lage, zum rechtzeitigen Stuhlgang eine Toilette zu benutzen, während er sonst regelmäßig eingekotet hatte. Innerhalb von drei Tagen verschwanden auch die starken Wutanfälle des Kindes, unter denen die Eltern bislang sehr zu leiden gehabt hatten.

## Reisedokumentierung
Während dieser Reise wurde auch unter der Regie von Michel Orion Scott und Rupert Isaacson der Dokumentarfilm The Horse Boy gedreht.

## Bibliographische Angabe
- Rupert Isaacson: Der Pferdejunge : Die Heilung meines Sohns. Krüger, Frankfurt 2009, ISBN 978-3-8105-1068-6

- Amerikanisches Original: R. Isaacson: The horse boy : a father’s quest to heal his son., Little, Brown and Company, New York 2009, ISBN 978-0-316-00823-5